# Щербинко, Павел Андреевич
Павел Андреевич Щербинко (28 ноября 1904 — 18 сентября 1986) — участник Великой Отечественной войны, Герой Советского Союза. Командир 1593-го истребительно-противотанкового артиллерийского полка 47-й армии Воронежского фронта, подполковник

## Биография
Павел Андреевич Щербинко родился в 1904 году в городе Тирасполь (ныне Приднестровская Молдавская Республика) в семье крестьянина. Украинец.
Жил в городе Одессе. Окончил 4 класса школы. Работал слесарем на паровозоремонтном заводе.
В Красной Армии с 1918 года. Участник Гражданской войны в составе 2-го сводного стрелкового полка города Одессы воевал на Южном фронте. В боях был дважды ранен. В 1926 году окончил Одесское артиллерийское училище. С 1926 года по 1934 год служил на различных должностях в 104-м артиллерийском полку Ленинградского военного округа. В 1934 году окончил артиллерийские курсы усовершенствования командного состава. До 1939 года служил на должности коменданта гарнизона городка Детское Село в ЛВО.
Участник советско-финской войны 1939—1940 годов. Член ВКП(б) с 1940 года. С марта 1940 года работал преподавателем артиллерии в Симферопольском пехотном училище, с августа 1940 года — преподавателем топографии в Киевском училище связи.
На фронтах Великой Отечественной войны — с июня 1941 года. Был командиром артиллерийского дивизиона, начальником артиллерии 155-го укреплённого района, командиром и начальником штаба артиллерийского полка. Воевал на Юго-Западном фронте, в Московской зоне обороны (МЗО), на Западном, Воронежском, 1-м Украинском, 3-м Белорусском фронтах. В боях трижды ранен.
Участвовал:
- в обороне Киева и Москвы, в контрнаступлении под Москвой в районе города Серпухов — в 1941 году;
- в боях западнее города Юхнов — в 1942 году;
- в обороне на Курской дуге, в освобождении Левобережной Украины, в форсировании Днепра в районе города Канева с завоеванием плацдарма — в 1943 году;
- в освобождении Правобережной Украины, Белоруссии, Литвы, в том числе городов Орша, Минск, Гродно, в боях на границе с Восточной Пруссией — в 1944 году;
- в боях в районе Мазурских озёр, за города Сувалки, Хайльсберг, Ландсберг, в Кёнигсбергской операции с выходом на берег Балтийского моря — в 1945 году.

Командир 1593-го истребительно-противотанкового артиллерийского полка 47-й армии подполковник Щербинко отличился в сентябре 1943 года при освобождении Левобережной Украины и при форсировании Днепра. В районе населённых пунктов Олешня и Метеши (Репкинский район Черниговской области) полк отразил несколько контратак пехоты и танков противника, нанёс им значительный урон. 29 сентября 1943 года оказал эффективную поддержку стрелковым подразделениям при форсировании Днепра юго-восточнее города Канев (Черкасская область).
С 1945 года П. А. Щербинко — в отставке. Жил и работал в Москве.
Умер 18 сентября 1986 года, похоронен в Москве.

## Награды
- Указом Президиума Верховного Совета СССР от 25 октября 1943 года за образцовое выполнение боевых заданий командования на фронте борьбы с немецко-фашистскими захватчиками и проявленные при этом мужество и героизм подполковнику Щербинко Павлу Андреевичу присвоено звание Героя Советского Союза с вручением ордена Ленина и медали «Золотая Звезда» (№ 6629).
- Также награждён двумя орденами Красного Знамени (27.03.1942; 30.04.1945), орденом Александра Невского (03.01.1944), двумя орденами Отечественной войны 1-й степени (25.09.1943; 11.03.1985), медалями «За оборону Москвы», «За победу над Германией», «За взятие Кёнигсберга», «XX лет РККА» и другими.